# Kadyczyce
Kadyczyce (biał. Кадычыцы, ros. Кадычицы) – wieś na Białorusi, w obwodzie brzeskim, w rejonie baranowickim, w sielsowiecie Małachowce.

## Geografia
Położona jest 10 km od centrum administracyjnego sielsowietu Małachowce (Mirny), 20 km od najbliższego miasta (Baranowicze), 179 km od centrum administracyjnego obwodu (Brześć), 153 km od Mińska.
W roku 2019 w miejscowości znajdowało się 13 gospodarstw.

## Demografia
W roku 2019 miejscowość liczyła sobie 16 mieszkańców, w tym 7 w wieku produkcyjnym.